# Antea (Parmigianino)
Antea (Retrato de una joven dama) (en italiano: Antea (Ritratto di giovane donna)) es una pintura del maestro italiano Parmigianino, pintada hacia 1535, en óleo sobre lienzo, de 136 x 86 centímetros. Es el retrato de una mujer no identificada vestida de manera prominente. La pintura se encuentra en la colección del Museo di Capodimonte en Nápoles. Durante la Segunda Guerra Mundial, fue confiscada por los nazis en Monte Cassino y trasladada a Berlín. En 1945 la obra fue recuperada de una mina de sal en Altaussee, Austria.

## Antea
Antea fue una famosa cortesana de la Roma del siglo XVI, descrita como excepcionalmente bella, mencionada en los escritos de Benvenuto Cellini y Pietro Aretino, entre otros. Sin embargo, un análisis del atuendo realizado por el historiador del arte italiano Ferdinando Bologna (1925) mostró que la joven del retrato está vestida según la moda de las cortes italianas en las primeras décadas del cinquecento, y con toda probabilidad no tiene nada que ver con la prostitución.
El retrato está fechado actualmente en torno a 1535, época en la que Parmigianino trabajaba en Parma, pero la investigación del nombre Antea en los anales de la nobleza parmesana de la época, así como en los de Roma, no ha dado ningún resultado. Por lo tanto, se supone que el título de la pintura se agregó después de la muerte de Parmigianino, como medida provisional, cuando ya no era posible identificar a la modelo. Una afirmación de 1671 que se refiere a la amante de Parmigianino, también carece de pruebas. "Es concebible", escribe el historiador del arte Roland Kanz, "que la gente especulara sobre una posible relación entre 'Antea' y Parmigianino, en parte en vista de su vida relajada y la fascinación especial que emana del retrato." 
Como era común entre los artistas de la época, Parmigianino reutilizará elementos de esta composición en obras posteriores. Particularmente, el rostro de Antea es también el de uno de los ángeles que acompañan a la Virgen en Virgen del cuello largo.

## Imagen

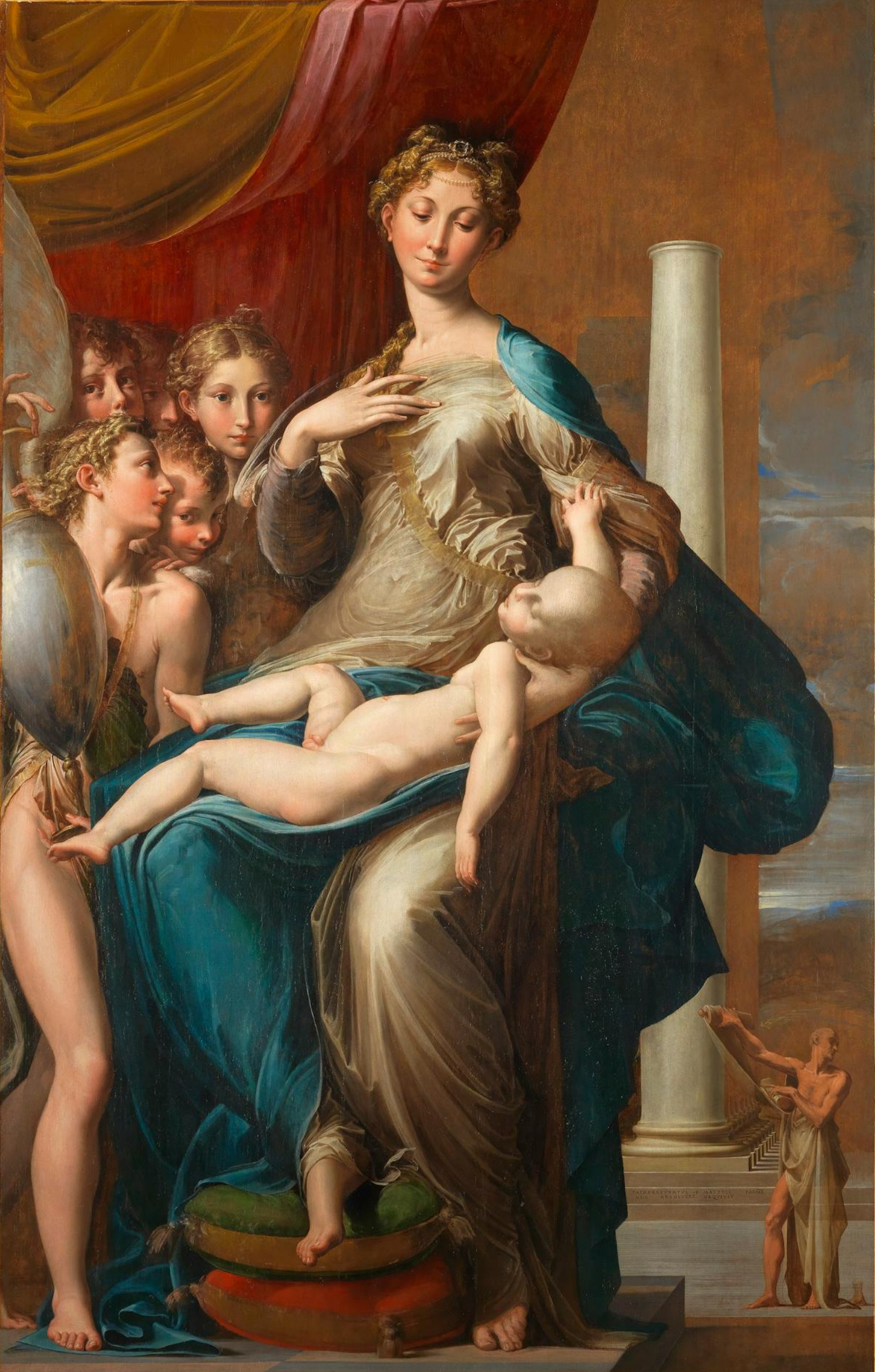
La Virgen del cuello largo de Parmigianino. En el centro, el mismo rostro que Antea.

El tipo de retrato sugiere un encargo oficial. La joven está representada sobre un fondo liso verde oscuro, hasta la altura de las rodillas. Está vestida con un atuendo distinguido, un vestido de raso amarillo tejido con hilo de oro. El canesú del vestido tiene un patrón de cuadros, y además luce un largo delantal blanco estrecho y fino. Hay un fuerte énfasis en las líneas verticales. Los puños de la camisa están plisados y ricamente bordados en negro. Una mezcla de lujo y elementos populares, ha llevado a la hipótesis de que pudiera tratarse de una hija, amante o sirvienta vestida de galas de Parmigianino.
Sobre el hombro derecho, anormalmente ancho, la modelo luce una piel entera de marta, a la que Parmigianino añade un detalle curioso, casi siniestro. En la nariz de la marta hay un anillo con una cadena, que la joven sostiene con la mano derecha. Esta mano lleva un guante y sostiene el otro, ya que la otra mano está desnuda y agarra elegantemente el collar que cuelga de su pecho. En su dedo meñique lleva un anillo y también tiene dos pendientes con colgantes de piedras y perlas, a juego con el broche que adorna su cabello cuidadosamente peinado. El énfasis en la riqueza del atuendo y joyas es inequívoco y deja claro que es una dama de alta posición. Su juventud sugiere que aún no está casada. El retrato ilustra eminentemente la capacidad de Parmigianino para representar una belleza virginal como la que en la literatura cortesana de la época se consideraba ideal para la mujer: bella, culta, modesta, cortés y bien educada.
Parmigianino despliega toda su maestría en la reproducción de texturas, mostrando un tratamiento del color excepcional. Lo que hace especial este retrato, sin embargo, es la mirada intensa, casi sobresaltada, con la que la joven mira al espectador. A pesar de toda la distancia que la sociedad exigía mostrar al modelo, el artista ha conseguido crear un retrato particularmente individualizado, con sentimiento psicológico y muchos matices.